# Theatre of Death
Theatre of Death est un jeu vidéo de stratégie en temps réel sorti en 1993 sur Amiga ; puis, en 1994, sur PC. Il a été développé par The Software Shed et édité par Psygnosis,.

## Accueil
| Theatre of Death |      |       |
| Média            | Pays | Notes |
| Gen4             | FR   | 71 %  |
| Joystick         | FR   | 88 %  |
| PC Gamer UK      | GB   | 30 %  |